# Domovinska unija – litavski kršćanski demokrati
Domovinska unija – litavski kršćanski demokrati (litavski: Tėvynės sąjunga – Lietuvos krikščionys demokratai, pokrata: TS-LKD) je litavska politička stranka desnoga centra osnovana u svibnju 1993. Krajem 2010. godine stranka je imala 16 500 članova, što je čini drugom strankom prema članstvu u Litvi, odmah iza Socijaldemokratske stranke. Trenutno ima 33 od 141 zastupničkih mjesta u Seimasu. Sjedište stranke nalazi se glavnom gradu Litve Vilniusu, u Ulici L. Stuokos-Gucevičiaus na broju 11, u središtu grada.
Dio članova stranke je u lipnju 2011. izašao iz stranke i osnovao Litavsku nacionalnu uniju.

## Vanjske poveznice
- (lit.) Službene stranice stranke